# Почему мы не нужны будущему
Почему мы не нужны будущему («Почему будущее не нуждается в нас», англ. Why the future doesn't need us) — эссе, написанное Биллом Джоем и опубликованное в журнале Wired в апреле 2000 года. Вызвало оживлённую дискуссию во всём мире.
Эссе сконцентрировано на последствиях бурных исследований в области искусственного интеллекта, нанотехнологии и генной инженерии. Джой беспокоится, что создание разумных машин приведёт к появлению «совершенно новых видов катастроф и злоупотреблений», и сравнивает разработку ИИ с созданием атомной бомбы. Он предлагает отказаться от исследований в этих областях и даже перекрыть доступ к знаниям об этих сферах. Джой замечает, что террорист Теодор Качински, известный как Унабомбер, временами высказывал, несмотря на свою невменяемость, весьма неглупые мысли.
Содержит также краткую биографию Джоя.